# Kanton Nîmes-6
Der Kanton Nîmes-6 war von 1982 bis 2015 ein französischer Wahlkreis im Arrondissement Nîmes, im Département Gard und in der Region Languedoc-Roussillon. Er umfasste einen Teilbereich der Stadt Nîmes und wurde 2015 im Rahmen einer landesweiten Neugliederung der Kantone aufgelöst. Nîmes besteht seither nur noch aus vier geografisch neu zugeschnittenen Kantonen.
Der Kanton bestand aus einem Teil der Stadt Nîmes. Die Kantonsgrenzen wurden zuletzt 2008 verändert. Zuletzt umfasste der Kanton die Stadtteile: 
- Saint Césaire
- Mas Roman
- Nîmes-Ouest
- Valdegour
- Pissevin
- Marché-Gare
- Mas des Juifs